# Der Bruderkrieg – Deutsche und Franzosen 1870/71
Der Bruderkrieg – Deutsche und Franzosen 1870/71 ist eine dreiteilige Dokumentation zum Deutsch-Französischen Krieg vom 19. Juli 1870 bis zum 10. Mai 1871.

## Inhalt
In der dreiteiligen Reihe folgen die einzelnen Folgen einer 20-jährigen Pariserin, dem 38-jährigen preußischen Offizier Paul Bronsart von Schellendorff und dem 49-jährigen britischen Reporter William Howard Russell, um aus ihrer jeweiligen Perspektive die Geschichte des Deutsch-Französischen Krieges zu erzählen. Neben Historikerinnen und Historikern werden Eintragungen aus Tagebüchern, historische Fotografien, aktuelle Filmaufnahmen, Interviews und Karten im Zusammenspiel mit der Erzählerstimme (Hans Henrik Wöhler) genutzt, um die Geschichte des Krieges nachzuerzählen.

## Überblick über den Inhalt der Folgen
| Nr. | Originaltitel                         | Erstausstrahlung |
| --- | ------------------------------------- | ---------------- |
| 1 | Eine Pariserin                        | ?                |
| Die Dokumentation folgt einer 20-jährigen Pariserin, deren Verlobter bei Paris im Kampf gegen die belagernden Truppen fällt. |                                       |                  |
| 2 | Ein britischer Kriegsberichterstatter | ?                |
| Die Dokumentation folgt dem britischen Reporter William Howard Russell, der den preußischen Generalstab im Krieg folgt und aus britischer Perspektive erzählt. Die Bedeutung von Medien im Krieg wird herausgestellt, sie sind erforderlich, um die öffentliche Meinung für das eigene Vorgehen zu gewinnen. |                                       |                  |
| 3 | Ein preußischer Generalstabsoffizier  | ?                |
| Die Dokumentation folgt dem 38-jährigen preußischen Generalstabsoffizier Paul Bronsart von Schellendorff und bringt die militärische Sicht auf den Krieg ein. Sein Geheimes Kriegstagebuch wird für diese Folge als Quelle genutzt.                                                                          |                                       |                  |

## Historischer Kommentar
Als historische Kommentatoren kommen in der Serie Julie d’Andurain von der Université de Lorraine (Metz), Michael Epkenhans vom Zentrum für Militärgeschichte und Sozialwissenschaften der Bundeswehr, Christine Schmidt-Schaller von der Universität Greifswald, Daniel Schönpflug vom Wissenschaftskolleg zu Berlin, Laurent Thurnherr vom Museum des Krieges von 1870 und der Annexion (Gravelotte), Robert Tombs von der University of Cambridge und Karine Varley von der University of Strathclyde zu Wort.